# Arnold Gustavs
Arnold Gustavs (* 7. Januar 1875 in Neuenkirchen (bei Greifswald); † 19. Dezember 1956 in Stralsund) wirkte von 1903 bis 1948 als Pfarrer auf der Insel Hiddensee. Er machte sich als Altorientalist weithin einen Namen. Mit dem Dichter Gerhart Hauptmann verband ihn eine langjährige Freundschaft. Beider Gräber befinden sich auf dem Friedhof der Inselkirche in Kloster auf Hiddensee.

## Leben
Arnold Gustavs war das älteste von zwei Kindern des Neuenkirchener Lehrers Franz Gustavs († 1930). Bis zu seinem Eintritt in das Greifswalder Gymnasium wurde er von seinem Vater unterrichtet. Nach dem Abitur 1893 studierte er an der Universität Greifswald Theologie, wo er u. a. die Vorlesungen des Systematikers Hermann Cremer und des Kirchenhistorikers Victor Schultze hörte, dessen Famulus er wurde. Neben seinem Studium beschäftigte er sich mit Germanistik, insbesondere mit Altsächsisch und Altnordisch.
Sein Erstes Theologisches Examen legte er 1897 mit einer Examenspredigt über Gal 4,4  in der Inselkirche zu Kloster auf Hiddensee ab. 1899 absolvierte er sein Zweites Theologisches Examen. Ab 1900 arbeitete er in der Inneren Mission in Bethel bei Bielefeld und ab 1902 als Hilfsprediger in Rheine (Westfalen). Ab Oktober 1903 war er Pfarrer von Hiddensee und interessierte sich besonders für die Geschichte der Insel.
Er trug im Laufe seines Lebens eine umfangreiche Sammlung von Steinwerkzeugen zusammen, die er der damaligen Biologischen Forschungsanstalt Hiddensee übergab.
In seinem Buch „Die Insel Hiddensee“ (siehe auch Gliederungspunkt Ruhestand) geht Arnold Gustavs ausführlich auf die Geschichte der Insel ein und schreibt auch über die noch vorhandenen Reste vom Kloster wie den Grabstein des Abtes Johann Runneberg.
Als Student der Theologie besuchte Arnold Gustavs Hiddensee im Jahr 1896. Im Buch schildert er die damaligen Lebenszustände und Menschen sehr genau.
Arnold Gustavs kam im Herbst 1903 als Pfarrer nach Hiddensee. Von den Bewohnern hörte er viel über deren Lebens- und Arbeitsbedingungen, deren Schilderungen bis zum Jahr 1854 zurückreichten. Er schrieb interessante Ereignisse wie „Die Siebenundfünfziger“ in das Buch.
Über das Schulwesen berichtet der Pfarrer, dass erst 1835 mit der Aufhebung der Leibeigenschaft und als die Insel in den Besitz des „Klosters zum Heiligen Geist“ in Stralsund übergegangen war, eine geordnete Schulausbildung aufgebaut wurde. Die meisten Erwachsenen konnten jedoch nicht Schreiben und machten als Unterschrift weiterhin 3 Kreuze. Arnold Gustavs fand in einem Rezess von 1864, dass von 57 Unterschriften, noch 37 Personen mit Kreuzen unterschrieben hatten.
Im Buch selbst sind keine Fotos abgebildet. Sein Sohn Eggert Gustavs hatte sich autodidaktisch zum Maler und Grafiker qualifiziert und zahlreiche Grafiken sind von ihm im Buch enthalten. Die grafische Gestaltung des Einbandes ist von Georg Hülsse.

### Keilschriftforschung
Seit seinem Amtsantritt auf Hiddensee befasste er sich mit der Keilschrift, die im Vorderen Orient im Zeitraum von etwa 2600 bis in die letzten Jahrzehnte v. Chr. von vielen Völkerschaften in verschiedenen Sprachen benutzt wurde. Im Sommer 1923 wurde von ihm, Bruno Meißner, Fritz Schachermeyr, Eckhard Unger und Ernst Friedrich Weidner die Altorientalische Gesellschaft gegründet.

### Gerhart Hauptmann
Einen wichtigen Platz in seinem Leben nahm die Freundschaft mit Gerhart Hauptmann ein. So bemühte er sich, Hauptmann ein Haus auf Hiddensee zu verschaffen. 1930 erwarb Hauptmann das Haus „Seedorn“ in Kloster als Sommersitz. Auf Bitten Gerhart Hauptmanns wurden Arnold Gustavs und seine Frau Verwalter seines Hauses, bis es durch die Gemeinde als Gedenkstätte übernommen wurde. Am 6. Juni 1946 starb Gerhart Hauptmann in Schlesien. Seinem einmal geäußerten Wunsch entsprechend fand die Beisetzung auf Hiddensee statt. Pfarrer Gustavs gestaltete die Feierlichkeiten und hielt seinem alten Freund die Trauerrede über 2 Kor 12,4 .

### Zeit des Nationalsozialismus
Die Rolle von Arnold Gustavs in der Zeit des Nationalsozialismus ist umstritten. Das Deutschlandradio Kultur äußerte in einem  Rundfunkbeitrag 2015: „Arnold Gustavs war nicht Mitläufer, er war ein glühender Verehrer Hitlers, ein fanatischer Anhänger, der seine Autorität auch außerhalb der Kirche nutzte.“ Dem widerspricht Konrad Glöckner, Pastor zu Kloster auf Hiddensee.

### Ruhestand

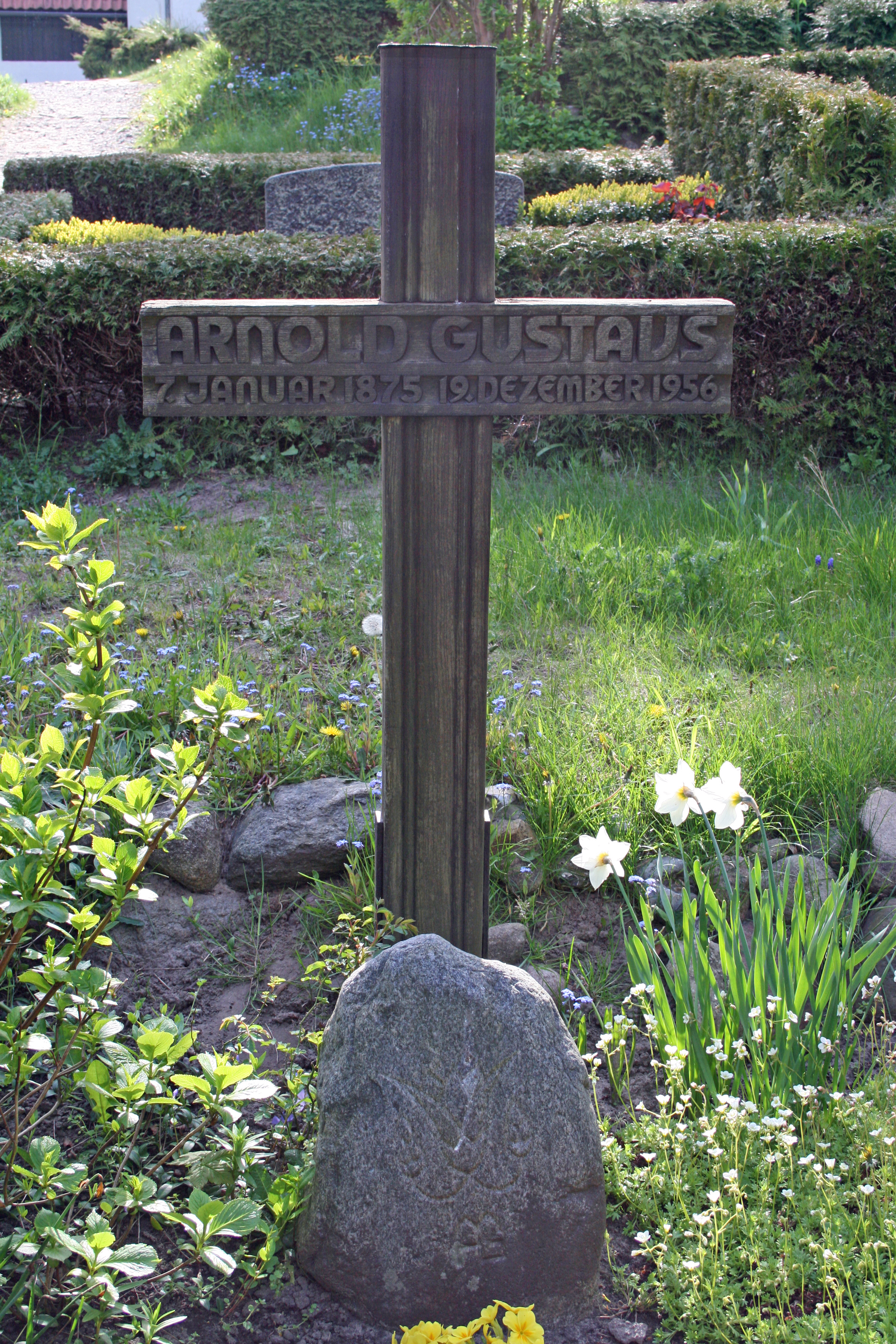
Gustavs’ Grab auf Hiddensee

Im Ruhestand schrieb Arnold Gustavs ein Heimatbuch über die Insel Hiddensee. Das Buch ist 1952 im Hinstorff Verlag Rostock erschienen. 1993  erschien die fünfte Auflage, eine neu bearbeitete Auflage 2009. Seine Erinnerungen an Gerhart Hauptmann wurden postum von Gustav Erdmann 1962 im Petermänken-Verlag Schwerin herausgegeben. Daneben war er ehrenamtlich Vertrauensmann für Bodenaltertümer auf Hiddensee.
Zu seinem achtzigsten Geburtstag am 7. Januar 1955 erhielt Arnold Gustavs ein Glückwunschschreiben von Otto Grotewohl im Namen der Regierung der DDR, in dem es hieß: „Ich nehme gern Gelegenheit, Ihnen zu Ihrem 80. Geburtstag die Grüße und Glückwünsche der Regierung der Deutschen Demokratischen Republik zu übersenden. Als einer der Freunde unseres unvergeßlichen Gerhart Hauptmann haben Sie seinen Nachlaß und sein Wirken in Kloster auf Hiddensee in liebevolle Pflege genommen und damit dem deutschen Volke einen guten Dienst erwiesen. Ich danke Ihnen an Ihrem 80. Geburtstag für Ihr zwar stilles aber bedeutsames Wirken und wünsche Ihnen noch viele Jahre Gesundheit und Wohlergehen.“
Am 19. Dezember 1956 starb Arnold Gustavs im Stralsunder Krankenhaus.

### Familie
Arnold Gustavs war seit dem 1. September 1905 mit Helene Lützow (* 1885; † 1963 in Stralsund) verheiratet. Das Paar hatte vier Kinder: Annalise (* 1906), Malte (1907–1945, Vater von Arne Gustavs),  Eggert Gustavs (1909–1996, Maler und Graphiker) sowie Ingeborg (1915–1931).

### Ehrungen
- 1921 Lizentiat theol. h. c. der Universität Greifswald